# Odense Letbane
55°23′ пн. ш. 10°23′ сх. д. / 55.38° пн. ш. 10.38° сх. д.
Odense Letbane — трамвайна система в Оденсе, Данія. 
Першу чергу відкрито 28 травня 2022 року.
 
Трамвай прокладено з Таруп, у північно-західній частині Оденсе, через центральний залізничний вокзал, Університет Південної Данії та нову лікарню, до Яллесе, у найпівденнішій частині міста. 
Перша черга має 14,5 км завдовжки та 26 станцій. 
Очікуваний пасажирообіг – 34 000 осіб/щодня. 
Кошторисна вартість проекту 3,3 млрд данських крон (цифри 2017 року). 
Запланована друга черга завдовжки 7,5 км та кошторисною вартістю 1,9 мільярда данських крон. 
Рухомий склад — 16 трамваїв Stadler Variobahn.